# Grace Medes
Grace Medes (9 novembre 1886 - 31 décembre 1967) est une biochimiste américaine, qui a découvert la tyrosinose - un trouble métabolique aujourd'hui connu sous le nom de tyrosinémie - et étudié le métabolisme des acides gras. Elle reçoit la médaille Garvan-Olin en 1955 pour son travail.

## Jeunesse et éducation
Grace May Medes est née à Keokuk, Iowa, fille de William Johnson Medes et de Kate Francisco Hagny Medes. Elle obtient son baccalauréat et sa maîtrise à l'Université du Kansas, tous deux en zoologie, et un doctorat au Collège Bryn Mawr en 1916.

## Carrière
Après avoir obtenu son doctorat, Medes part enseigner au Vassar College en 1916, d'abord comme instructeur en zoologie jusqu'en 1919, puis comme professeur adjoint de physiologie jusqu'en 1922. Elle est la première femme membre du corps professoral titulaire d'un doctorat au département de physiologie de Vassar. Medes part au Wellesley College en 1922, où elle est professeure agrégée de physiologie jusqu'en 1924. En 1924, elle va à la faculté de médecine de l'Université du Minnesota où elle est boursière pendant sa première année, puis professeure adjointe jusqu'en 1932.
Pendant son séjour au Minnesota, Medes découvre le trouble métabolique humain qu'elle nomme "tyrosinose" en 1932. Bien que sa patiente soit atypique et que le mécanisme qu'elle a identifié ait depuis été remis en question, ses méthodes de test restent un modèle utile pour les chercheurs qui étudient le trouble maintenant connu sous le nom de tyrosinémie, .
En 1932, Medes devient chef du département de chimie métabolique au Lankenau Institute for Medical Research à Philadelphie, en Pennsylvanie, où elle se spécialise dans le métabolisme du soufre et des acides gras. Son travail jette les bases de la découverte ultérieure de la coenzyme A. Elle reste à l'institut (plus tard fusionné avec l'Institut de recherche sur le cancer) en tant que membre du corps professoral de recherche jusqu'en 1952. Elle est membre senior de 1954 à 1960.
En 1955, Medes remporte la médaille Garvan (maintenant la médaille Garvan-Olin) de l'American Chemical Society en tant que femme exceptionnelle en chimie. Toujours en 1955, Medes est l'une des cinq anciens élèves distingués de l'année par l'Université du Kansas.
Pendant sa retraite, Medes reprend ses travaux sur la tyrosinose, qu'elle a mis de côté à Lankenau, au Fels Research Institute de l'Université Temple. Elle co-écrit un livre, Normal Growth and Cancer (1963) avec son collègue Stanley P. Reimann .
Un symposium sur la tyrosinose a lieu à Oslo, en Norvège, en son honneur en 1965.
Medes est décédée le soir du Nouvel An en 1967 à 81 ans.